# Marco Bassetti
Marco Bassetti (Roma, 29 agosto 1980) è un doppiatore italiano.

## Doppiaggio

### Cinema
- Kanata Hongō in Fullmetal Alchemist,  Fullmetal Alchemist - La vendetta di Scar, Fullmetal Alchemist - Alchimia finale
- Spencer Maybee in X-Files - Voglio crederci
- Scott Adkins in El gringo
- Nick Lashaway in The Last Song
- Jordan Belfi in Don't Look at the Demon
- Lucas Till in Stoker
- Chris Gibbs in Il GGG - Il grande gigante gentile
- Rocky Myers in The Rising Hawk - L'ascesa del falco
- Daniel Kaluuya in Kick-Ass 2[1]
- Keir O'Donnell in Amusement - Giochi pericolosi
- Charlen Esten in Swing Vote - Un uomo da 300 milioni di voti
- Radivoje Bukvic in Largo Winch
- David Merheb in Dungeons & Dragons 2: Wrath of the Dragon God
- Donny Boaz in Supernatural Activity
- Ionut Grama in Dampyr[2]
- Tarek Boudali in 2 matrimoni alla volta
- Asier Etxeandia in Ma ma - Tutto andrà bene
- Eita Okuno in Your Eyes Tell
- Nakano Taiga in April Come She Will
- Naoki Kobayashi in Dove la terra trema
- Yusuke Iseya in Rurouni Kenshin: The Final
- Alberto Guerra in Pimpinero - Morte e contrabbando

### Televisione
- Shalim Ortiz in Grand Hotel - Intrighi e passioni
- Chiké Okonkwo in La Brea
- Matt Czuchry in Friday Night Lights
- Ato Essandoh in The Diplomat
- Laz Alonso in The Boys[3]
- Anwar Glover in The Wire
- Matthew Del Negro in Golia
- Chris Chalk in The Newsroom
- Freddie Smith in 90210
- Val Emmich in Ugly Betty
- David Magidoff in Veronica Mars
- Robert Sudduth in Desperate Housewives
- Seth Green in Entourage
- Judah Friedlander in Wet Hot American Summer: First Day of Camp
- Josh Bowman in Make It or Break It - Giovani campionesse
- Charles Michael Davis in Switched at Birth - Al posto tuo
- Ryan Cartwright in Mad Men
- Andrew W. Walker in Hot Properties
- Doug Reinardt in The Hills
- Ryan Corr in Wanted (2016)
- Álex Barahona in Fisica o chimica
- Francesco Carril in Privacy
- Mourade Zeguendi in Grond
- Pascal Reneric in Marie Besnard: L’avvelenatrice
- Cameron Bancroft in The love of her life
- Jay Pickett in 16 anni: scomparsa
- Nicholas Gonzalez in Il Natale di Belle
- Jim Codrington in The Veteran
- Thibault Vinçon in Les deux monds
- Scott Gibson in Una ragazza quasi perfetta
- Rodney Scott in Aces ‘N Eight
- Mike Coleman in The Boy Next Door
- Josh Cooke in Sex Therapy
- Ryan Sypek in Hollywood Heights - Vita da popstar
- Björn Kirschniok in Chiamata d'emergenza[4]
- Eduard Alejandre e Francisco Ortiz in Il segreto
- Juan Manuel Guilera in Il mondo di Patty
- Gonzalo Valenzuela in Five Stars
- Bamar Kane in Eric

### Documentari
- Dave Tango in Ghost Hunters
- Anthony in Il boss delle torte

### Film d'animazione
- Dietfried Bougainvillea in Violet Evergarden: Eternity and the Auto Memory Doll, Violet Evergarden: Il film
- Droidi da battaglia in Star Wars: The Clone Wars
- Kenji in Scooby-Doo e la spada del Samurai
- Kyle in SpongeBob - Fuori dall'acqua
- Lanterna Verde in Justice League vs. Bizarro League
- Keisuke Suga in Weathering with You[5]

### Serie animate
- Tunde in Undone
- Muttley in Wacky Races (2017)[6]
- Quentin Beck / Mysterio in The Spectacular Spider-Man[7]
- Droidi da battaglia in Star Wars: The Clone Wars
- Cesar in Generator Rex
- Largo in The Fairy Musketeers
- Gesù in Heroes and Friends
- Go in Gintama
- Tatsu in Sakamoto Days
- Sadaso in Hunter × Hunter
- Fratello di Kirida in Goldrake
- Adam in Lupin III - La lampada di Aladino[8]
- Jevanni in Death Note
- Bunshichi Tanba in Garouden: The Way of the Lone Wolf
- Farinata in Dante's Inferno
- Yoshida in Code Geass: Lelouch of the Rebellion
- Guinble in Sfondamento dei cieli Gurren Lagann
- Toru Suidobashi in Machine Robo Rescue
- Bobby Shearer in Inazuma Eleven
- Uzu Sanageyama in Kill la Kill
- Dietfried Bougainvillea in Violet Evergarden
- Jerry Tyson e Haruo Kono (prima voce) in Kengan Ashura

### Videogiochi
- Yolo Ziff in LEGO Star Wars: Il risveglio della Forza (2016)[9]
- Occhio di Falco in LEGO Marvel's Avengers
- Lanterna Verde in LEGO Batman 3: Gotham e oltre (2014) e LEGO DC Super-Villains (2018)[10]
- Byron "freddo" Collins in Tom Clancy's The Division 2 (2019)[11]
- Archer Rowe in Borderlands 3 (2019)[12]
- Grimlock in Transformers Battlegrounds (2020)[13]
- Teo Alvarez in Spider-Man: Miles Morales (2020)[14]
- Arthur Kingsley in Call of Duty: Vanguard (2021)[15]
- Moran in Star Wars Jedi: Survivor (2023)[16]
- Nobile consacrato #2 in Diablo IV (2023)[17]
- Troy Marshall in Call of Duty: Black Ops 6 (2024)[18]
- Altre voci in Spider-Man: Miles Morales (2020),[14] Cyberpunk 2077 (2020),[19] Diablo IV (2023)[17]